# Vaso Fiume di Trenzano
Il Vaso Fiume di Trenzano è una roggia, alimentata dalle risorgive di Trenzano, che irrigano la campagna a sud del paese e a nord di Corzano.

## Storia
La costruzione della roggia è di origini incerte. Si presume sia il primo sorgentizio scavato nel territorio comunale trenzanese.
Il 26 febbraio 1901, con atto pubblico, gli utenti dell'invaso e di quello della roggia Fiumazzo si costituirono in consorzio.

## Percorso
Il bacino sorgentizio si trova nel centro abitato di Trenzano. Numerosi sono i fontanili, ma le teste sorgive principali sono due: quella in vicolo Coniglio e al Balzaglio.
I vari rami convogliano le acque nel canale che sottopassa la sacrestia della parrocchiale trenzanese. Il vaso Fiume prosegue quindi in direzione sud, ricevendo le acque del depuratore comunale. Scavalcata la roggia Conta Griffa, entra in territorio comunale di Corzano, dove si immette nella roggia Fiumazzo, a sua volta derivata dalla Conta Griffa.
La roggia Fiumazzo sfocia quindi nella Roggia Provaglia. Nel breve corso, il complesso del Fiume di Trenzano/Fiumazzo può alimentare nove bocche.